# Brachyta interrogationis
Brachyta interrogationis è un coleottero appartenente alla famiglia dei Cerambicidi. La specie fu descritta per la prima volta da Linneo nel 1758 nella decima edizione del suo Systema Naturae col nome di Leptura interrogationis. Si tratta di una delle due specie di Brachyta presenti sul territorio nazionale assieme alla Brachyta petriccionei, recentemente scoperta in Abruzzo.

## Distribuzione e habitat
Questi cerambicidi sono diffusi in Europa centrale (Austria, Repubblica Ceca, Finlandia, Francia, Germania, Italia settentrionale, Norvegia, Polonia, Slovacchia, Svezia e Svizzera), Caucaso, Russia occidentale, Kazakistan, Siberia, Mongolia, Manciuria, Corea e Giappone.
In Europa la specie vive in ambienti montani o comunque piuttosto freddi, tanto da essere avvistabile anche nel circolo polare artico e, sulle Alpi, ad altitudini superiori ai 2700 m.s.l.m..

## Descrizione
Brachyta interrogationis raggiunge una lunghezza di circa 19 mm. Il corpo, la testa, il torace e le zampe sono neri. Queste ultime sono piuttosto sottili ed allungate. Le elitre sono caratterizzate da un'elevata variabilità, tanto da esserne state descritte più di 150 tipologie. L'elitra è talvolta completamente nera o completamente gialla, ma più spesso è di colore marrone tendente al giallo, con macchie nere sullo scutello, bande nere arcuate con sviluppo longitudinale, macchie nere sull'apice e sui fianchi. Le antenne sono composte da 5-11 segmenti.

## Biologia
I coleotteri adulti sono avvistabili sulle inflorescenze di svariate piante nel periodo compreso fra i mesi di maggio ed agosto. Tendenzialmente si nutrono di foglie, petali e polline del geranio silvano, ma anche di angeliche, anemoni, cardi, bupleri, peonie ed euforbie.
Le larve si sviluppano nel suolo, nutrendosi delle parti radicali dell'erba o di altre piante perenni. Dopo circa un paio d'anni la larva raggiunge lo stadio di imago.